# Den lille prins (tv-serie fra 2010)
Den lille prins (engelsk: The Little Prince) er en fransk animeret action-eventyr-tv-serie.

## Danske stemmer
- Oscar Dietz som Den Lille Prins
- Peter Zhelder som Slangen
- Thomas Magnussen som Thery, Zephir
- Øvrig Medvirkende: Christian Damsgaard, Donald Andersen, Karoline Munksnæs Hansen, Lucas Lomholt Eriksen, Mads Knarreborg, Mette Skovmark, Michael Elo

## Dansk version
- Instruktør: Niclas Mortensen
- Studie: SDI Media